# Wilfred Kitching
Wilfred Kitching, född 22 augusti 1893, död 15 december 1977, Frälsningsarméns 7:e general (internationell ledare) 1954–1963. Kitching var frälsningsofficer i England och Australien. Åren 1948–1951 var han territoriell ledare för Frälsningsarmén i Sverige och 1951–1954 hade han motsvarande förordnande i Storbritannien som så kallad "brittisk kommendör".
I Frälsningsarméns sångbok är han representerad med musiken till sång 818, Ej mer, ej mer, han min synd ej minnes mer.